# Azərbaycan Futbol Federasiyaları Assosiasiyası
Azərbaycan Futbol Federasiyaları Assosiasiyası (AFFA) – ogólnokrajowy związek sportowy działający na terenie Azerbejdżanu, będący jedynym prawnym reprezentantem azerskiej piłki nożnej, zarówno mężczyzn, jak i kobiet, we wszystkich kategoriach wiekowych w kraju i za granicą. Został założony w 1992 roku, i w 1994 roku przystąpił do FIFA i UEFA. Dzieli się na 9 regionalnych federacji piłkarskich:
- azerb. Şimal Regional Futbol Federasiyası (Północna regionalna federacja piłkarska)
- azerb. Qərb Regional Futbol Federasiyası (Zachodnia regionalna federacja piłkarska)
- azerb. Mərkəz Regional Futbol Federasiyası
- azerb. Naxçıvan Regional Futbol Federasiyası (Regionalna federacja piłkarska w Nachiczewańskiej Republice Autonomicznej)
- Karabachska Regionalna Federacja Piłkarska azerb. Qarabağ Regional Futbol Federasiyası (Regionalna federacja piłkarska w Górskim Karabachu)
- azerb. Bakı Regional Futbol Federasiyası (Regionalna federacja piłkarska w Baku)
- azerb. Cənub Regional Futbol Federasiyası (Południowa Regionalna federacja piłkarska)
- azerb. Şimal-Qərb Regional Futbol Federasiyası
- azerb. Gəncə Futbol Federasiyası w Rejonie Gandża